# Skoga, Strängnäs kommun
Skoga är en bebyggelse i Helgarö socken i Strängnäs kommun. Orten klassades som en småort till och med år 2005. Området ligger cirka 15 km nordväst om Strängnäs. 